# Ligat ha’Al (2020/2021)
Ligat ha’Al 2020/2021 (hebr. ליגת העל albo zwana Izraelską Ekstraklasą lub ze względów sponsorskich Ligat Tel Aviv Stock Exchange) –
była 22. edycją najwyższej klasy rozgrywkowej piłki nożnej w Izraelu pod tą nazwą.
Brało w niej udział 14 drużyn, które w okresie od 29 sierpnia 2020 do 30 maja 2021 rozegrały w dwóch rundach 36 kolejek meczów.
Obrońcą tytułu była drużyna Maccabi Tel Awiw.
Mistrzostwo po raz trzynasty w historii zdobyła drużyna Maccabi Hajfa.

## Drużyny
| Uczestnicy poprzedniej edycji                                                                                 | Uczestnicy poprzedniej edycji | Uczestnicy poprzedniej edycji | Uczestnicy poprzedniej edycji |
| --- | ----------------------------- | ----------------------------- | ----------------------------- |
| MTA | Maccabi Tel Awiw              | 1                             |                               |
| MHA | Maccabi Hajfa                 | 2                             |                               |
| BEI | Beitar Jerozolima             | 3                             |                               |
| HBS | Hapoel Beer Szewa             | 4                             |                               |
| HTA | Hapoel Tel Awiw               | 5                             |                               |
| HHA | Hapoel Hajfa                  | 6                             |                               |
| BNY | Bene Jehuda Tel Awiw          | 7                             |                               |
| ASZ | FC Aszdod                     | 8                             |                               |
| HHD | Hapoel Hadera                 | 9                             |                               |
| MNE | Maccabi Netanja               | 10                            |                               |
| HKS | Hapoel Kefar Sawa             | 11                            |                               |
| IKS | Hapoel Ironi Kirjat Szemona   | 12                            |                               |
| Awans z Liga Leumit                                                                                           |                               |                               |                               |
| MPT | Maccabi Petach Tikwa          | 1                             |                               |
| BNS | Bene Sachnin                  | 2                             |                               |
| Oznaczenia: - kolumna pierwsza – skróty nazw drużyn, - kolumna trzecia – miejsce zajęte w poprzednim sezonie. |                               |                               |                               |

## Faza zasadnicza

### Tabela
| Lp. | Drużyna              | M  | Z  | R  | P  | B+ | B- | +/– | Pkt | Kwalifikacja      |
| --- | -------------------- | -- | -- | -- | -- | -- | -- | --- | --- | ----------------- |
| 1   | Maccabi Hajfa        | 26 | 19 | 2  | 5  | 52 | 20 | +32 | 59  | grupa mistrzowska |
| 2   | Maccabi Tel Awiw     | 26 | 17 | 7  | 2  | 48 | 21 | +27 | 58  | grupa mistrzowska |
| 3   | FC Aszdod            | 26 | 13 | 4  | 9  | 37 | 25 | +12 | 43  | grupa mistrzowska |
| 4   | Ironi Kirjat Szemona | 26 | 11 | 5  | 10 | 26 | 28 | −2  | 38  | grupa mistrzowska |
| 5   | Hapoel Beer Szewa    | 26 | 9  | 10 | 7  | 31 | 29 | +2  | 37  | grupa mistrzowska |
| 6   | Maccabi Petach Tikwa | 26 | 11 | 4  | 11 | 24 | 23 | +1  | 37  | grupa mistrzowska |
| 7   | Maccabi Netanja      | 26 | 9  | 7  | 10 | 35 | 30 | +5  | 34  | grupa spadkowa    |
| 8   | Beitar Jerozolima    | 26 | 8  | 8  | 10 | 31 | 32 | −1  | 32  | grupa spadkowa    |
| 9   | Hapoel Hadera        | 26 | 8  | 8  | 10 | 26 | 28 | −2  | 32  | grupa spadkowa    |
| 10  | Hapoel Hajfa         | 26 | 7  | 9  | 10 | 30 | 37 | −7  | 30  | grupa spadkowa    |
| 11  | Bene Sachnin         | 26 | 8  | 5  | 13 | 15 | 36 | −21 | 29  | grupa spadkowa    |
| 12  | Hapoel Tel Awiw      | 26 | 6  | 9  | 11 | 17 | 28 | −11 | 27  | grupa spadkowa    |
| 13  | Hapoel Kefar Sawa    | 26 | 6  | 5  | 15 | 19 | 33 | −14 | 23  | grupa spadkowa    |
| 14  | Bene Jehuda          | 26 | 5  | 7  | 14 | 15 | 36 | −21 | 22  | grupa spadkowa    |

### Wyniki
| Gospodarz \ Gość     | BEI | BnS | BnY | ASH | HAH | HBS | HHA | HKS | HTA | IKS | MHA | MNE | MPT | MTA |
| -------------------- | --- | --- | --- | --- | --- | --- | --- | --- | --- | --- | --- | --- | --- | --- |
| Beitar Jerozolima    |     | 2–3 | 1–1 | 1–2 | 4–0 | 1–2 | 3–3 | 2–1 | 0–1 | 1–0 | 0–3 | 1–1 | 1–2 | 0–0 |
| Bene Sachnin         | 0–0 |     | 0–3 | 1–0 | 0–2 | 1–0 | 0–1 | 0–1 | 0–1 | 0–2 | 0–3 | 0–1 | 1–0 | 1–2 |
| Bene Jehuda          | 1–0 | 1–1 |     | 1–0 | 0–3 | 0–2 | 0–2 | 1–3 | 1–0 | 1–0 | 0–2 | 1–1 | 0–1 | 2–2 |
| FC Aszdod            | 2–0 | 0–0 | 4–0 |     | 1–1 | 2–0 | 0–1 | 2–0 | 2–1 | 0–2 | 1–0 | 4–0 | 1–0 | 3–2 |
| Hapoel Hadera        | 0–4 | 4–0 | 0–0 | 1–1 |     | 2–2 | 3–1 | 1–1 | 1–1 | 0–1 | 1–2 | 2–1 | 1–0 | 0–1 |
| Hapoel Beer Szewa    | 1–1 | 2–2 | 2–0 | 0–3 | 1–0 |     | 2–2 | 0–0 | 0–1 | 2–1 | 1–1 | 3–2 | 1–2 | 0–1 |
| Hapoel Hajfa         | 0–1 | 0–2 | 2–1 | 2–2 | 0–0 | 2–2 |     | 2–1 | 2–0 | 0–2 | 2–1 | 0–0 | 1–2 | 0–2 |
| Hapoel Kefar Sawa    | 1–1 | 0–1 | 3–1 | 0–1 | 0–1 | 0–1 | 0–0 |     | 2–1 | 0–1 | 3–2 | 0–1 | 2–0 | 0–1 |
| Hapoel Tel Awiw      | 1–1 | 0–1 | 0–0 | 0–2 | 1–0 | 0–3 | 2–2 | 1–1 |     | 1–1 | 1–2 | 0–0 | 0–0 | 0–4 |
| Ironi Kirjat Szemona | 0–2 | 0–1 | 2–0 | 2–1 | 1–1 | 2–2 | 1–1 | 1–0 | 1–0 |     | 0–3 | 1–4 | 2–1 | 0–2 |
| Maccabi Hajfa        | 2–0 | 3–0 | 3–0 | 2–1 | 1–0 | 3–1 | 2–0 | 3–0 | 1–0 | 4–2 |     | 2–0 | 0–2 | 2–2 |
| Maccabi Netanja      | 1–2 | 7–0 | 1–0 | 3–0 | 0–1 | 0–1 | 2–1 | 3–0 | 0–1 | 0–0 | 0–2 |     | 3–2 | 1–3 |
| Maccabi Petach Tikwa | 0–1 | 0–0 | 1–0 | 2–1 | 1–0 | 0–0 | 2–0 | 2–0 | 0–2 | 0–1 | 1–2 | 1–1 |     | 0–1 |
| Maccabi Tel Awiw     | 4–1 | 1–0 | 0–0 | 3–1 | 3–1 | 0–0 | 4–3 | 3–0 | 1–1 | 1–0 | 2–1 | 2–2 | 1–2 |     |

## Faza finałowa

### Grupa mistrzowska
| Lp. | Drużyna              | M  | Z  | R  | P  | B+ | B- | +/– | Pkt | Kwalifikacja lub spadek                                |     | MHA | MTA | ASH | HBS | MPT | IKS |
| --- | -------------------- | -- | -- | -- | -- | -- | -- | --- | --- | ------------------------------------------------------ | --- | --- | --- | --- | --- | --- | --- |
| 1   | Maccabi Hajfa (M)    | 36 | 24 | 7  | 5  | 72 | 29 | +43 | 79  | Liga Mistrzów UEFA • I runda kwalifikacyjna            |     |     | 1–1 | 2–0 | 3–2 | 1–1 | 4–0 |
| 2   | Maccabi Tel Awiw (P) | 36 | 21 | 12 | 3  | 65 | 33 | +32 | 75  | Liga Konferencji Europy UEFA • II runda kwalifikacyjna |     | 2–2 |     | 1–1 | 2–1 | 3–1 | 2–2 |
| 3   | FC Aszdod            | 36 | 15 | 9  | 12 | 48 | 39 | +9  | 54  | Liga Konferencji Europy UEFA • II runda kwalifikacyjna |     | 0–3 | 1–2 |     | 2–2 | 0–0 | 1–1 |
| 4   | Hapoel Beer Szewa    | 36 | 11 | 15 | 10 | 45 | 43 | +2  | 48  | Liga Konferencji Europy UEFA • II runda kwalifikacyjna |     | 1–1 | 1–1 | 1–2 |     | 2–0 | 3–2 |
| 5   | Maccabi Petach Tikwa | 36 | 13 | 7  | 16 | 32 | 38 | −6  | 46  |                                                        |     | 1–2 | 0–3 | 1–3 | 0–0 |     | 2–0 |
| 6   | Ironi Kirjat Szemona | 36 | 12 | 10 | 14 | 37 | 45 | −8  | 46  |                                                        | 1–1 | 2–0 | 1–1 | 1–1 | 1–2 |     |     |

### Grupa spadkowa
| Lp. | Drużyna               | M  | Z  | R  | P  | B+ | B- | +/– | Pkt | Kwalifikacja lub spadek |     | MNE | HAH | HHA | BEI | HTA | BnS | BnY | HKS |
| --- | --------------------- | -- | -- | -- | -- | -- | -- | --- | --- | ----------------------- | --- | --- | --- | --- | --- | --- | --- | --- | --- |
| 7   | Maccabi Netanja       | 33 | 13 | 9  | 11 | 43 | 34 | +9  | 48  |                         |     |     |     | 2–0 | 1–0 | 0–1 | 0–0 |     |     |
| 8   | Hapoel Hadera         | 33 | 13 | 9  | 11 | 40 | 34 | +6  | 48  |                         | 2–2 |     | 3–0 |     | 0–1 | 1–0 |     |     |     |
| 9   | Hapoel Hajfa          | 33 | 11 | 9  | 13 | 40 | 48 | −8  | 42  |                         |     |     |     | 3–1 |     | 1–0 | 1–3 | 3–2 |     |
| 10  | Beitar Jerozolima     | 33 | 10 | 10 | 13 | 40 | 43 | −3  | 40  |                         |     | 0–3 |     |     |     | 3–1 | 2–2 | 3–1 |     |
| 11  | Hapoel Tel Awiw       | 33 | 9  | 11 | 13 | 24 | 35 | −11 | 38  |                         |     |     | 0–2 | 0–0 |     |     |     | 2–2 |     |
| 12  | Bene Sachnin          | 33 | 9  | 7  | 17 | 22 | 45 | −23 | 34  |                         |     |     |     |     | 2–3 |     | 1–1 | 3–0 |     |
| 13  | Bene Jehuda (S)       | 33 | 8  | 9  | 16 | 27 | 46 | −19 | 33  | Spadek do Liga Leumit   |     | 1–2 | 2–3 |     |     | 1–0 |     |     |     |
| 14  | Hapoel Kefar Sawa (S) | 33 | 6  | 6  | 21 | 26 | 49 | −23 | 24  | Spadek do Liga Leumit   |     | 0–1 | 1–2 |     |     |     |     | 1–2 |     |

## Najlepsi strzelcy
| Bramki | Strzelcy          | Drużyna              |
| ------ | ----------------- | -------------------- |
| 19     | Nikita Rukavytsya | Maccabi Hajfa        |
| 12     | Tjaronn Chery     | Maccabi Hajfa        |
| 12     | Liel Abada        | Maccabi Petach Tikwa |
| 11     | Eliran Atar       | Beitar Jerozolima    |
| 10     | Eugene Ansah      | Ironi Kirjat Szemona |
| 10     | Aleksandar Pešić  | Maccabi Tel Awiw     |
| 10     | Yonatan Cohen     | Maccabi Tel Awiw     |
| 9      | Gabi Kanichowsky  | Maccabi Netanja      |
| 9      | Dean David        | Maccabi Netanja      |
| 9      | Josué             | Hapoel Beer Szewa    |

Źródło: 

## Stadiony
| FC Aszdod         |
| Stadion Jedenastu |
| 7 800             |
|                   |

| Beitar Jerozolima |
| Stadion Teddy     |
| 31 733            |
|                   |

| Bene Jehuda Hapoel Tel Awiw Maccabi Tel Awiw |
| Stadion Bloomfield                           |
| 29 400                                       |
|                                              |

| Bene Sachnin |
| Stadion Doha |
| 8 500        |
|              |

| Ironi Kirjat Szemona |
| Stadion Miejski      |
| 5 300                |
|                      |

| Hapoel Beer Szewa |
| Turner Stadium    |
| 16 126            |
|                   |

| Hapoel Hajfa Maccabi Hajfa |
| Stadion Samiego Ofera      |
| 30 942                     |
|                            |

| Maccabi Netanja Hapoel Hadera |
| Stadion Netanja               |
| 13 610                        |
|                               |

| Maccabi Petach Tikwa Hapoel Kefar Sawa |
| Stadion Miejski                        |
| 11 500                                 |
|                                        |